# Bán hàng gia tăng
Bán hàng gia tăng là một kỹ thuật bán hàng, nơi một người bán phát sinh thêm cho khách hàng mua các mặt hàng đắt tiền hơn, nâng cấp hoặc các tiện ích bổ sung khác trong một nỗ lực để thực hiện bán hàng có lợi hơn. Mặc dù thường liên quan đến việc tiếp thị các sản phẩm hoặc dịch vụ có lợi nhuận cao hơn, nó có thể chỉ đơn giản là phơi bày khách hàng với các tùy chọn khác mà có lẽ không được xem xét (Một kỹ thuật khác là bán chéo trong đó một người bán cố gắng bán thứ gì đó khác). Trong thực tế, các doanh nghiệp lớn thường kết hợp bán hàng gia tăng và bán chéo để tối đa hóa lợi nhuận.

## Bán hàng gia tăng vs bán chéo sản phẩm
Bán hàng gia tăng là thực tiễn trong đó một doanh nghiệp cố gắng thuyết phục khách hàng mua sản phẩm cao cấp, nâng cấp hoặc thêm mặt hàng để tạo ra doanh số lớn hơn. Ví dụ một nhân viên bán hàng có thể ảnh hưởng đến một khách hàng mua phiên bản mới nhất của một mặt hàng, thay vì mô hình hiện tại ít tốn kém hơn, bằng cách chỉ ra các tính năng bổ sung của nó. Một kỹ thuật tiếp thị tương tự là bán chéo, nơi nhân viên bán hàng đề xuất mua sản phẩm bổ sung. Ví dụ, anh ta có thể nói "Bạn có muốn một ít kem đi với cái bánh đó không?" Các doanh nghiệp để sử dụng cả hai kỹ thuật này để tăng doanh thu và cung cấp một trải nghiệm tiêu dùng có giá trị. Tuy nhiên, nghiên cứu đã chỉ ra rằng bán hàng gia tăng thường có hiệu quả hơn bán chéo.

## Ví dụ
- gợi ý một thương hiệu rượu cao cấp khi thương hiệu không được khách hàng chỉ định
- bán một hợp đồng dịch vụ mở rộng cho một thiết bị
- đề nghị khách hàng mua CPU nhanh hơn, RAM nhiều hơn hoặcổ cứng lớn hơn khi phục vụ máy tính của khách hàng đó
- bán các sản phẩm hoàn thiện sang trọng trên một chiếc xe, chẳng hạn như bọc da
- đề xuất một thương hiệu đồng hồ mà trước đây khách hàng chưa từng nghe nói như một sự thay thế để họ xem xét
- đề nghị khách hàng mua gói rửa xe nhiều hơn
- yêu cầu khách hàng tăng khẩu phần bữa ăn tại nhà hàng thức ăn nhanh hoặc thêm phần ăn thêm pizza
- sử dụng dịch vụ đăng ký trên thiết bị di động để gửi phiếu mua hàng hoặc dịch vụ nâng cấp lên tờ rơi[2]

## Các kĩ thuật
Nhiều công ty dạy cho nhân viên của họ nâng cao sản phẩm và dịch vụ và đưa ra các khuyến khích và tiền thưởng cho những nhân viên thành công nhất.
Kỹ thuật phổ biến cho người bán hàng thành công đang trở thành nhận thức về nền tảng, ngân sách và ngân sách của khách hàng, cho phép người bán hàng hiểu rõ hơn những gì mà người mua cụ thể đánh giá hoặc có giá trị.
Một cách khác của việc bán hàng gia tăng là tạo ra nỗi sợ hãi về độ bền của việc mua hàng, đặc biệt hiệu quả đối với các mặt hàng đắt tiền như điện tử, nơi bảo hành mở rộng có thể mang đến sự yên tâm.

## Chồng chéo với bán chéo và bán hàng bổ sung
Thật khó để tách biệt cả ba kỹ thuật với nhau, bởi vì sự khác biệt trong mỗi kỹ thuật là khá nhỏ. Tất cả các kỹ thuật được áp dụng và thực hành hiệu quả trong các công ty là những chiến lược quan trọng được sử dụng để tăng doanh thu với các khách hàng hiện tại.
Việc bán hàng bổ sung có thể được định nghĩa đơn giản là bán hàng hóa hoặc dịch vụ bổ sung cho người mua. Trong thực tế, việc bán hàng bổ sung có thể được nhìn thấy trong bối cảnh bán lẻ; một khách hàng có thể mua một bộ đồ cho một công việc mới, sau khi kích thước và màu sắc là sự hài lòng của khách hàng người bán sẽ giả định rằng họ cũng sẽ cần giày, vớ, áo ghi lê và thắt lưng để đi cùng. Đây là một kỹ thuật bán hàng mà người bán đang cố gắng khuyến khích hoặc thuyết phục khách hàng mua thêm thứ gì đó, có thể có hoặc không đắt hơn, nhưng vẫn sẽ mang lại tổng số tiền bán hàng lớn hơn. Việc bán thêm đơn giản hơn nhiều so với bán chéo hoặc bán hàng gia tăng, bởi vì mặt hàng mới mà người bán đang để người mua tiết lộ chi phí thấp hơn sản phẩm họ đang mua; Tuy nhiên, sự sụp đổ của kỹ thuật này là nói "không" với sản phẩm được trưng bày thường xuyên hơn. Thông thường hai đối với một giao dịch hoặc giao dịch "mua một đôi và nhận giá nửa giá đôi thứ hai" là những cách phổ biến nhất để chuyển đổi bán hàng của bạn thành giao dịch bổ sung. Từ quan điểm của khách hàng, việc thêm vào có thể được xem là người bán cố gắng làm cho người mua chi nhiều tiền hơn để mang lại doanh số. Đây là lý do tại sao việc bán bổ sung có thể khó khăn, sự quen thuộc và mức độ liên quan của các đề xuất là quan trọng, người bán muốn đảm bảo rằng các mục được hiển thị vẫn phù hợp với suy nghĩ và ý tưởng ban đầu của khách hàng. Nếu họ không có nhiều cơ hội cao để mất đơn hàng.
Như đã nói trong tạp chí Quan hệ tiếp thị của Kamatura Wagner, bán chéo là kỹ thuật bán hàng có giá trị được nhân viên bán hàng sử dụng để tăng doanh thu bằng cách chuyển đổi người mua sản phẩm duy nhất thành người mua nhiều sản phẩm. Bán chéo là một kỹ thuật mà theo đó người bán sẽ cố gắng tăng giá trị bán hàng bằng cách đề xuất một sản phẩm đi kèm. Đề xuất các sản phẩm hoặc dịch vụ có liên quan cho khách hàng đang cân nhắc mua thứ gì đó. Việc bán chéo hầu hết được nhìn thấy trong các nhà hàng hoặc điểm bán thức ăn nhanh, các thuật ngữ "bạn có muốn ăn khoai tây chiên không?" Hoặc "bạn muốn tăng kích cỡ đơn đặt hàng của mình?" Là ví dụ về kỹ thuật bán chéo. Bán chéo có thể hiệu quả nhất khi khách hàng yêu cầu hỗ trợ - nơi họ đến với người bán với mục đích bán chéo. Kể từ khi khách hàng đã bắt đầu bán hàng, tâm trí đã có thể đã được trên công ty và các sản phẩm của nó. Điều này sẽ giúp người bán hàng dễ dàng thực hiện kỹ thuật và có được thành công.
Ví dụ về bán chéo qua điện thoại có thể là khách hàng vừa chuyển ngân hàng và đang thiết lập tài khoản của mình với ngân hàng mới của mình. Sau khi tài khoản được tạo, nhân viên ngân hàng sẽ cung cấp cho cô ấy bán chéo đăng ký vào ứng dụng ngân hàng internet của họ, cho phép cô ấy truy cập vào chi tiết tài khoản của mình và thanh toán tài khoản trực tuyến. Nếu bán chéo được thực hiện đúng cách, nó sẽ được xem như một dịch vụ, chứ không phải là quảng cáo chiêu hàng. Một nhược điểm để bán chéo giống như bán gia tăng. Sự rút lại chính này được gọi là "cảm động quá mức" của khách hàng, điều này có nghĩa là, cho quá nhiều tùy chọn bán chéo có thể dẫn đến việc khách hàng phớt lờ những nỗ lực đã đưa ra, và có thể làm giảm giá trị bán chéo của khách hàng này trong tương lai.

## Đạo đức
Khi bán các mặt hàng có chi phí cao hơn hoặc thêm tiện ích cho khách hàng đối với hàng hóa và dịch vụ, chúng tôi khuyên bạn không nên đẩy doanh số vì nó có thể trở thành phi đạo đức. Đã có trường hợp đẩy doanh số vào khách hàng đã gây ra vấn đề pháp lý, vì một số nhà bán lẻ có thể sử dụng các cụm từ khó hiểu hoặc nói một nửa sự thật để bán sản phẩm trong khi khách hàng không biết điều này. Ở New Zealand, "Đạo luật bảo vệ người tiêu dùng năm 1993" nói rằng nếu khách hàng không hài lòng với hàng hóa hoặc dịch vụ được giải thích, họ có quyền được hoàn lại tiền hoặc doanh nghiệp được đề cập phải bồi thường cho họ.